# Греко-римская борьба на летних Олимпийских играх 2016 — до 66 кг
Соревнования по борьбе в весовой категории до 66 килограммов на летних Олимпийских играх 2016 года прошли 16 августа 2016 года на Арене Кариока 2 с 10:00 до 13:00 и с 16:00 до 19:00 В этом весе приняло участие 19 спортсменов.

## Призёры
| Золото                | Серебро                 | Бронза                   |
| Давор Штефанек Сербия | Мигран Арутюнян Армения | Шмаги Болквадзе Грузия   |
| Давор Штефанек Сербия | Мигран Арутюнян Армения | Расул Чунаев Азербайджан |

## Превью
Федерация Объединённый мир борьбы называет следующих спортсменов претендентами на призовые места :
Со-фавориты
- Чемпион мира 2015 года и чемпион Европы 2014 года  Франк Штеблер (№1 мирового рейтинга);
- Чемпион олимпийских игр 2008 года, чемпион мира 2009 года, действующий чемпион Европы Ислам Бека-Альбиев (№4) .

Претенденты
- Действующий олимпийский вице-чемпион, трёхкратный чемпион Европы Тамаш Лёринц (№2);
- Чемпион мира 2013 года, чемпион Азии 2015 года Рю Хан Су (№3) ;
- Чемпион мира 2014 года, вице-чемпион Европы 2016 года Давор Штефанек (№6)

Тёмные лошадки
- Олимпийский чемпион 2012 года в весе до 60 килограммов Омид Норузи (№18), который с 2012 года был на подиуме лишь в командных соревнованиях, за исключением серебряной медали чемпионата мира 2014 года.
- Серебряный призёр Европейских игр 2015 Мигран Арутюнян (№8)

Счастливый танцор
- Расул Чунаев. Действующий чемпион мира в не-олимпийской категории до 71 килограмма, № 1 в мировом рейтинге в этой категории, запомнился болельщикам своим танцем после победы над Исламом Бека-Альбиевым в финале Универсиады в 2013 году.

## Комментарии
1. ↑  В близкой категории до 60 килограммов